# 莫克雷纳
莫克雷纳（德語：Mockrehna）是德国萨克森州的市镇，隶属于北萨克森县。总面积为115.82平方千米，截至2023年12月31日总人口为4,994人。